# Puccinellia kamtschatica
Puccinellia kamtschatica är en gräsart som beskrevs av Holmb. Puccinellia kamtschatica ingår i släktet saltgrässläktet, och familjen gräs. Inga underarter finns listade i Catalogue of Life.